# Kloster Glogovac

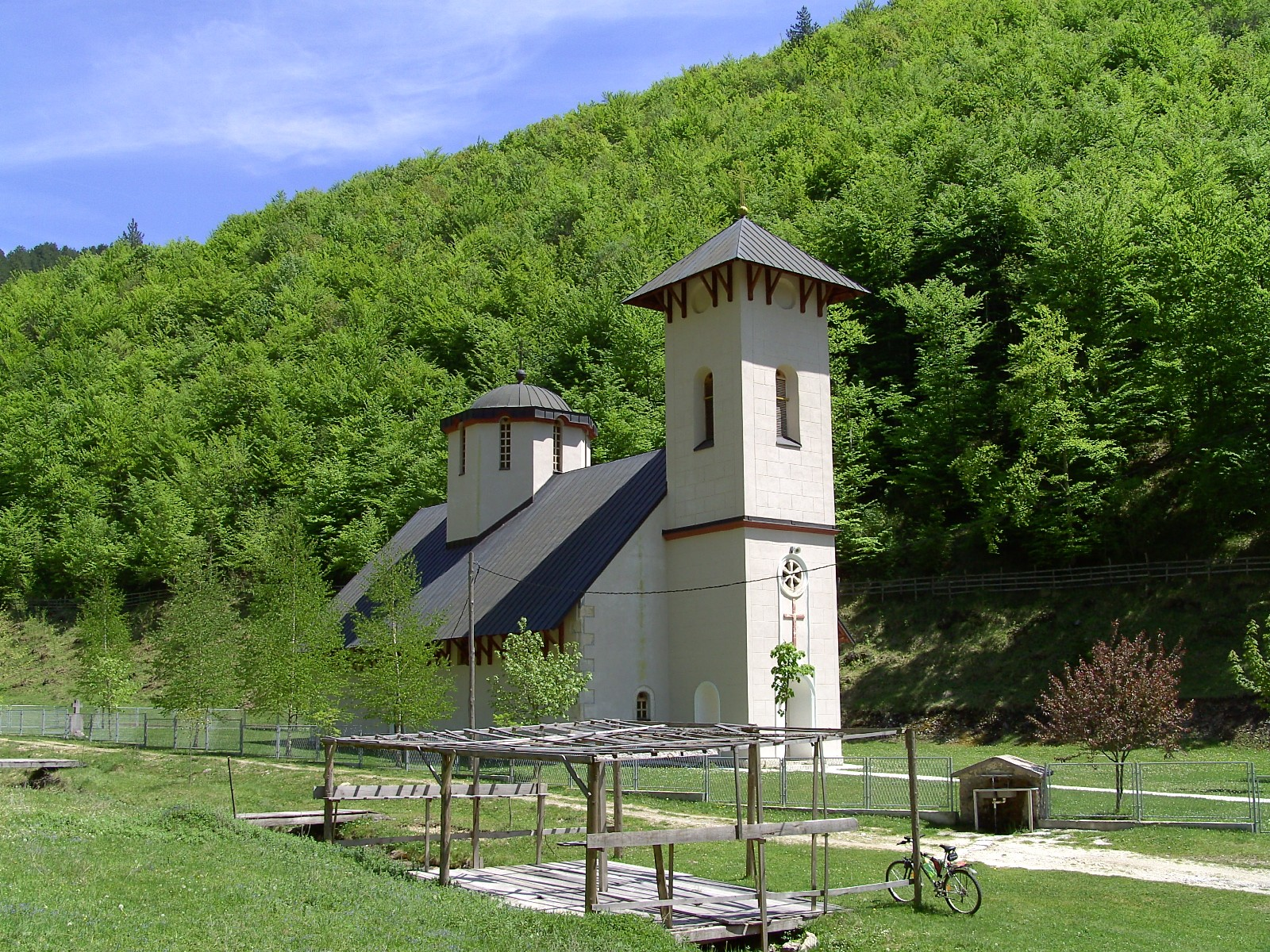
Die Klosterkirche Hl. Großmärtyrer Georg im Manastir Glogovac

Das Kloster Glogovac (serbisch: Манастир Глоговац, Manastir Glogovac) ist ein Serbisch-orthodoxes Kloster in der Nähe des Dorfes Babići, 15 km südlich von Šipovo in Bosnien und Herzegowina. 
Das Kloster gehört zur Eparchie Bihać-Petrovac der Serbisch-Orthodoxen Kirche und ist dem Hl. Großmärtyrer Georg geweiht. 
Bekannt ist das Kloster für die geistig-kulturelle Veranstaltung Janjski Sabor. Derzeit wird das Kloster nicht von Mönchen bewohnt. 

## Lage

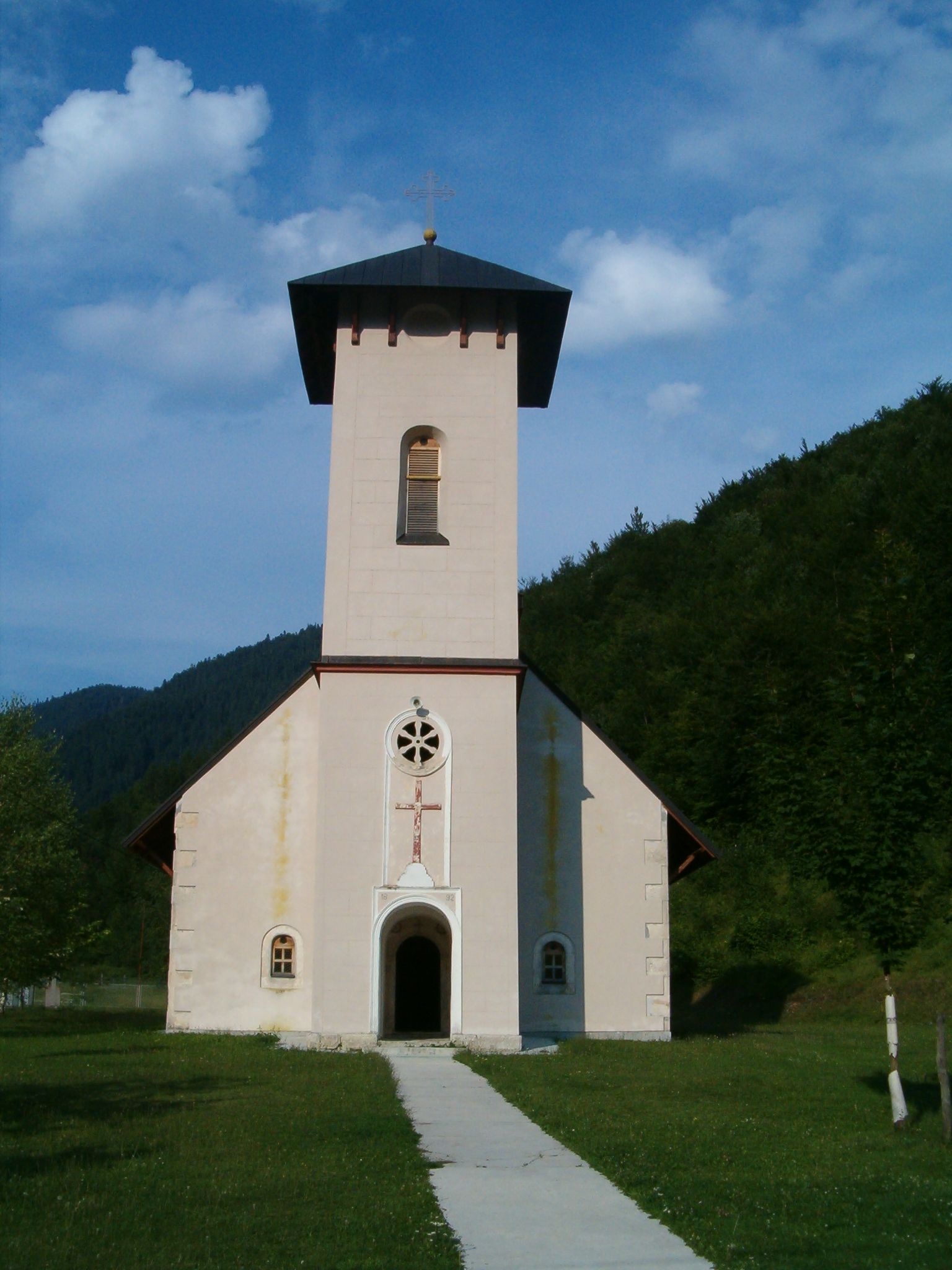
Die Klosterkirche von Westen

Das Kloster befindet sich auf dem Dorfgebiet des Dorfes Babin Do, in der Schlucht des Flüsschen Glogovac zwischen den Hügeln des Berges Gorica, in der geographischen und historischen Region Janj, die ihren Namen vom gleichnamigen Fluss ableitet. Es ist das einzige Kloster der Region. 
Die Region Janj in der das Kloster das geistige Zentrum bildet, gehört zur Gemeinde (Opština) Šipovo. Die Opština Šipovo liegt in der Republika Srpska, dem überwiegend serbisch bewohnten Landesteil Bosniens und Herzegowina. 
Vom Gemeindezentrum der Stadt Šipovo liegt das Kloster um die 15 km entfernt. Die nächstliegenden Ortschaften sind die Dörfer Babin Do (2 km), Babići (4 km) und Čuklić (6 km).

## Geschichte
Das Kloster Glogovac ist in seiner langen Geschichte mehrmals vollständig zerstört worden. 

### Mittelalter

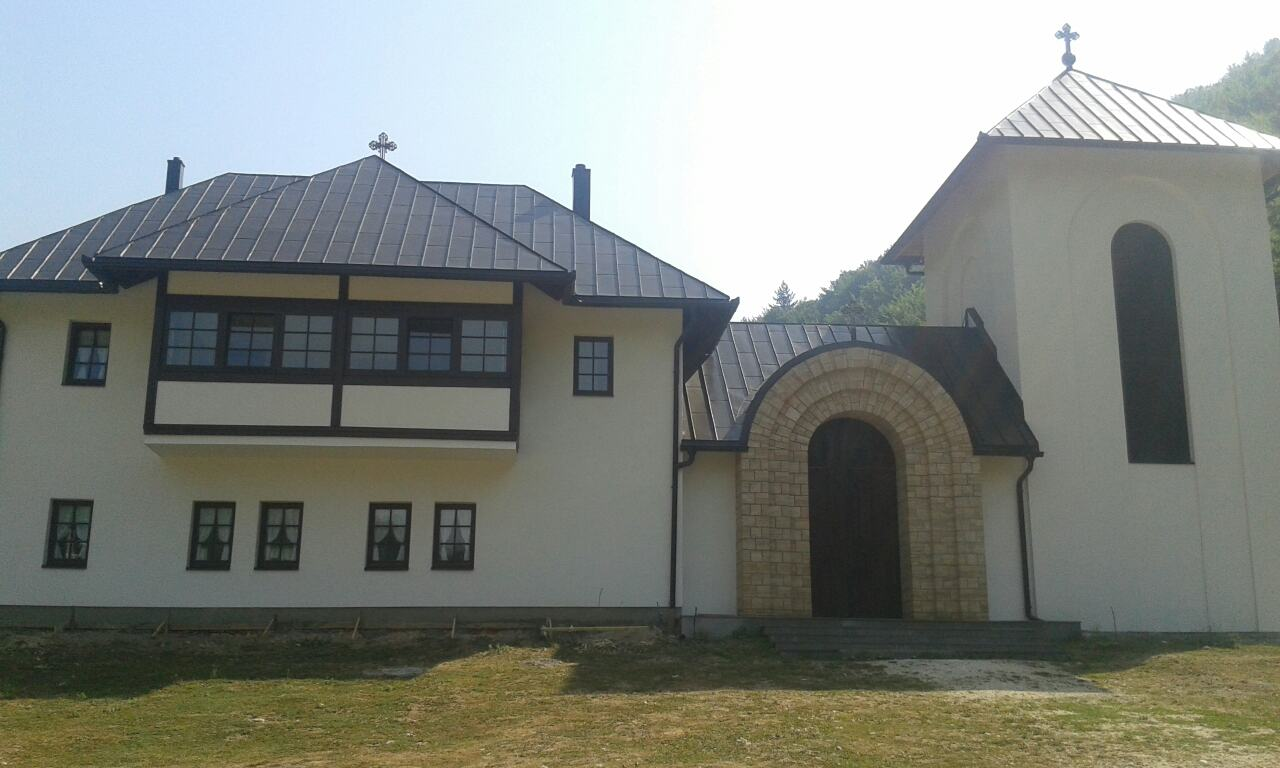
Die Klostergebäude

Erbaut wurde das Kloster in der ersten Hälfte des 14. Jahrhunderts, zu den Regierungszeiten der Könige Dragutin und Milutin. Das erste Kloster wurde unter die mittelalterliche Stadt Šrp gebaut. Es war schon damals ein geistiges Zentrum der Region. 
Kurz nach der Eroberung Bosniens durch die Osmanen 1463, wurde das Kloster zum ersten Mal zerstört. Durch die Osmanen wurde das Kloster verwüstet, die Mönche ermordet, der Abt des Klosters Joanikije gepfählt und schließlich wurde die Klosteranlage komplett zerstört.

### 19. Jahrhundert
Bis in die 60er des 19. Jahrhunderts wurde das Kloster Glogovac nicht erneuert, jedoch war es unter der ansässigen orthodoxen Bevölkerung nie vergessen worden. Nach einer örtlichen Legende ersuchte die Bevölkerung 1866 beim osmanischen Wesir Omer-Paša Latas die Erlaubnis, eine Kirche bauen zu dürfen. Der Wesir wies die Bevölkerung auf, das Gesuch zum Sultan nach Istanbul zu überbringen, denkend, dass das Gesuch abgelehnt werden würde. Als aber die Zustimmung zum Bau der Kirche kam, erlaubte der Wesir wieder wollend den Bau der Kirche, jedoch an einem Ort, wo die Kirchenglocken nicht weit gehört werden konnten. 
Ausgesucht wurde die enge Schlucht des Flüsschen Glogovac. Mit dem Bau der Pfarreikirche wurde 1866 begonnen, mit der die erste Erneuerung des Klosters begonnen wurde. Nach dreijähriger Bauzeit wurde die Kirche 1869 vom Metropoliten der Metropolie Dabrobosnien Dionisije (Ilijević) eingeweiht. 
Im serbischen Aufstand gegen die Osmanen von 1875 bis 1877, der in der Herzegowina begann und sich bald über ganz Bosnien und Herzegowina ausbreitete, wurde das Kloster beschädigt. Nach der österreichisch-ungarischen Eroberung Bosniens wurde das Kloster von 1890 bis 1892 erneuert. Damals wurde um das Kloster ein Dorf gegründet, das das Zentrum der Region Janj wurde. 

### 20. Jahrhundert
Im Zweiten Weltkrieg wurde das Kloster und das Dorf von den kroatisch-faschistischen Ustaša angezündet. Am 14. Oktober 1942, am Feiertag der Mariä Schutz und Fürbitte wurde die Klosterkirche von den Ustaša ebenfalls angezündet. 
Nach dem Ende des Krieges wurden auf Forderung der nun kommunistischen Regierung die Ruinen des Dorfes entfernt und ein Verbot zum Wiederaufbau des Klosters ausgehängt. Das Verbot dauerte bis in die sechziger Jahre des 20. Jahrhunderts. Als der Wiederaufbau der Klosterkirche erlaubt wurde. Zu dieser Zeit gehörte das Kloster zur Eparchie Banja Luka. 
Damaliger Bischof der Eparchie Banja Luka war Andrej (Frušić). Im Herbst 1966 wurde das erneuerte Kloster von den Bischöfen Andrej (Frušić) der Eparchie Banja Luka und Vasilije (Kostić) der Eparchie Žiča, in Zentralserbien neu eingeweiht. 
1990 kam das Kloster zur neu gegründeten Eparchie Bihać-Petrovac. Der damalige serbische Patriarch Pavle (Stojčević) weihte das Kloster 1991 ebenfalls ein. Der damalige Bischof von Bihać-Petrovac Hrizostom (Jević) wurde vom Patriarchen zum Archimandrit des Klosters erklärt. Patriarch Pavle besuchte das Kloster viermal: 1991, 1998, 1999. und 2005. Das Kloster wurde auch 2001 renoviert. 

Die Ikonostase der Klosterkirche

## Janjski Sabor
Die geistig-kulturelle Veranstaltung Janjski Sabor wird im Kloster schon seit der Zeit des Königreichs Jugoslawien abgehalten. Nach dem Zweiten Weltkrieg wurde diese Tradition unterbrochen. Bis zum Jahre 1991, als diese mit dem Besuch von Patriarch Pavle neu begonnen wurde. 
Einmal jährlich am Sonntag der Allerheiligenwoche findet die Veranstaltung statt. Der Janjski Sabor ist die größte Veranstaltung dieser Art in diesem Landesteil der Republika Srpska. 